# Liste des quartiers administratifs de Madrid
Ceci est la liste complète des quartiers administratifs de la ville de Madrid, au nombre de 128 et regroupés en 21 districts:

## Quartiers
| District            | Numéro | Nom                          | Situation |
| ------------------- | ------ | ---------------------------- | --------- |
| Centro              | 11     | Palacio                      |           |
| Centro              | 12     | Embajadores                  |           |
| Centro              | 13     | Cortes                       |           |
| Centro              | 14     | Justicia                     |           |
| Centro              | 15     | Universidad                  |           |
| Centro              | 16     | Sol                          |           |
| Arganzuela          | 21     | Imperial                     |           |
| Arganzuela          | 22     | Acacias                      |           |
| Arganzuela          | 23     | Chopera                      |           |
| Arganzuela          | 24     | Legazpi                      |           |
| Arganzuela          | 25     | Delicias                     |           |
| Arganzuela          | 26     | Palos de Moguer              |           |
| Arganzuela          | 27     | Atocha                       |           |
| Retiro              | 31     | Pacífico                     |           |
| Retiro              | 32     | Adelfas                      |           |
| Retiro              | 33     | Estrella                     |           |
| Retiro              | 34     | Ibiza                        |           |
| Retiro              | 35     | Jerónimos                    |           |
| Retiro              | 36     | Niño Jesús                   |           |
| Salamanca           | 41     | Recoletos                    |           |
| Salamanca           | 42     | Goya                         |           |
| Salamanca           | 43     | Fuente del Berro             |           |
| Salamanca           | 44     | La Guindalera                |           |
| Salamanca           | 45     | Lista                        |           |
| Salamanca           | 46     | Castellana                   |           |
| Chamartín           | 51     | El Viso                      |           |
| Chamartín           | 52     | Prosperidad                  |           |
| Chamartín           | 53     | Ciudad Jardín                |           |
| Chamartín           | 54     | Hispanoamérica               |           |
| Chamartín           | 55     | Nueva España                 |           |
| Chamartín           | 56     | Castilla                     |           |
| Tetuán              | 61     | Bellas Vistas                |           |
| Tetuán              | 62     | Cuatro Caminos               |           |
| Tetuán              | 63     | Castillejos                  |           |
| Tetuán              | 64     | Almenara                     |           |
| Tetuán              | 65     | Valdeacederas                |           |
| Tetuán              | 66     | Berruguete                   |           |
| Chamberí            | 71     | Gaztambide                   |           |
| Chamberí            | 72     | Arapiles                     |           |
| Chamberí            | 73     | Trafalgar                    |           |
| Chamberí            | 74     | Almagro                      |           |
| Chamberí            | 75     | Ríos Rosas                   |           |
| Chamberí            | 76     | Vallehermoso                 |           |
| Fuencarral-El Pardo | 81     | El Pardo                     |           |
| Fuencarral-El Pardo | 82     | Fuentelarreina               |           |
| Fuencarral-El Pardo | 83     | Peñagrande                   |           |
| Fuencarral-El Pardo | 84     | El Pilar                     |           |
| Fuencarral-El Pardo | 85     | La Paz                       |           |
| Fuencarral-El Pardo | 86     | Valverde                     |           |
| Fuencarral-El Pardo | 87     | Mirasierra                   |           |
| Fuencarral-El Pardo | 88     | El Goloso                    |           |
| Moncloa-Aravaca     | 91     | Casa de Campo                |           |
| Moncloa-Aravaca     | 92     | Argüelles                    |           |
| Moncloa-Aravaca     | 93     | Ciudad Universitaria         |           |
| Moncloa-Aravaca     | 94     | Valdezarza                   |           |
| Moncloa-Aravaca     | 95     | Valdemarín                   |           |
| Moncloa-Aravaca     | 96     | El Plantío                   |           |
| Moncloa-Aravaca     | 97     | Aravaca                      |           |
| Latina              | 101    | Los Cármenes                 |           |
| Latina              | 102    | Puerta del Ángel             |           |
| Latina              | 103    | Lucero                       |           |
| Latina              | 104    | Aluche                       |           |
| Latina              | 105    | Campamento                   |           |
| Latina              | 106    | Cuatro Vientos               |           |
| Latina              | 107    | Las Águilas                  |           |
| Carabanchel         | 111    | Comillas                     |           |
| Carabanchel         | 112    | Opañel                       |           |
| Carabanchel         | 113    | San Isidro                   |           |
| Carabanchel         | 114    | Vista Alegre                 |           |
| Carabanchel         | 115    | Puerta Bonita                |           |
| Carabanchel         | 116    | Buenavista                   |           |
| Carabanchel         | 117    | Abrantes                     |           |
| Usera               | 121    | Orcasitas                    |           |
| Usera               | 122    | Orcasur                      |           |
| Usera               | 123    | San Fermín                   |           |
| Usera               | 124    | Almendrales                  |           |
| Usera               | 125    | Moscardó                     |           |
| Usera               | 126    | Zofío                        |           |
| Usera               | 127    | Pradolongo                   |           |
| Puente de Vallecas  | 131    | Entrevías                    |           |
| Puente de Vallecas  | 132    | San Diego                    |           |
| Puente de Vallecas  | 133    | Palomeras Bajas              |           |
| Puente de Vallecas  | 134    | Palomeras Sureste            |           |
| Puente de Vallecas  | 135    | Portazgo                     |           |
| Puente de Vallecas  | 136    | Numancia                     |           |
| Moratalaz           | 141    | Pavones                      |           |
| Moratalaz           | 142    | Horcajo                      |           |
| Moratalaz           | 143    | Marroquina                   |           |
| Moratalaz           | 144    | Media Legua                  |           |
| Moratalaz           | 145    | Fontarrón                    |           |
| Moratalaz           | 146    | Vinateros                    |           |
| Ciudad Lineal       | 151    | Ventas                       |           |
| Ciudad Lineal       | 152    | Pueblo Nuevo                 |           |
| Ciudad Lineal       | 153    | Quintana                     |           |
| Ciudad Lineal       | 154    | Concepción                   |           |
| Ciudad Lineal       | 155    | San Pascual                  |           |
| Ciudad Lineal       | 156    | San Juan Bautista            |           |
| Ciudad Lineal       | 157    | Colina                       |           |
| Ciudad Lineal       | 158    | Atalaya                      |           |
| Ciudad Lineal       | 159    | Costillares                  |           |
| Hortaleza           | 161    | Palomas                      |           |
| Hortaleza           | 162    | Piovera                      |           |
| Hortaleza           | 163    | Canillas                     |           |
| Hortaleza           | 164    | Pinar del Rey                |           |
| Hortaleza           | 165    | Apóstol Santiago             |           |
| Hortaleza           | 166    | Valdefuentes                 |           |
| Villaverde          | 171    | San Andrés                   |           |
| Villaverde          | 172    | San Cristóbal                |           |
| Villaverde          | 173    | Butarque                     |           |
| Villaverde          | 174    | Los Rosales                  |           |
| Villaverde          | 175    | Los Ángeles                  |           |
| Villa de Vallecas   | 181    | Casco Histórico de Vallecas  |           |
| Villa de Vallecas   | 182    | Santa Eugenia                |           |
| Vicálvaro           | 191    | Casco Histórico de Vicálvaro |           |
| Vicálvaro           | 192    | Ambroz                       |           |
| San Blas-Canillejas | 201    | Simancas                     |           |
| San Blas-Canillejas | 202    | Hellín                       |           |
| San Blas-Canillejas | 203    | Amposta                      |           |
| San Blas-Canillejas | 204    | Arcos                        |           |
| San Blas-Canillejas | 205    | Rosas                        |           |
| San Blas-Canillejas | 206    | Rejas                        |           |
| San Blas-Canillejas | 207    | Canillejas                   |           |
| San Blas-Canillejas | 208    | Salvador                     |           |
| Barajas             | 211    | Alameda de Osuna             |           |
| Barajas             | 212    | Aeropuerto                   |           |
| Barajas             | 213    | Casco Histórico de Barajas   |           |
| Barajas             | 214    | Timón                        |           |
| Barajas             | 215    | Corralejos                   |           |